# Bataille de Shijōnawate
La bataille de Shijōnawate (四條畷の戦い) du 4 février 1348 se tient à Yoshino au cours de l'époque Nanboku-chō de l'histoire du Japon. Elle oppose les armées des Cour du Nord et Cour du Sud du Japon. L'armée du Sud, emmenée par Kusunoki Masatsura est attaquée à Yoshino, palais temporaire de la cour impériale. 
Se sachant trop faible pour défendre la résidence, Masatsura marche avec toute son armée pour répondre à ses agresseurs. Kitabatake Chikafusa, quant à lui, conduit ses troupes vers Izumi, détournant une partie des assaillants loin du palais.
Kusunoki engage en combat singulier le commandant ennemi Kō no Moroyasu et, dit-on, est sur le point de prendre la tête de Kō lorsqu'il est atteint par une flèche ; Kusunoki commet alors seppuku. La bataille se termine par une victoire de la Cour du Nord mais les forces de la Cour du Sud s'enfuient de Yoshino, ne laissant derrière elles que peu de prisonniers.

## Source de la traduction
- (en) Cet article est partiellement ou en totalité issu de l’article de Wikipédia en anglais intitulé « Battle of Shijōnawate » (voir la liste des auteurs).